# Фаллен, Карл Фредрик
Карл Фредрик Фаллен (швед. Carl Fredrik Fallén, 1764—1830) — шведский энтомолог.

## Биография
Был профессором минералогии в Лунде; значительные коллекции насекомых, собранные Фалленом, перешли в собственность Стокгольмской Академии наук.
Работы Фаллена касаются преимущественно фауны насекомых Швеции; из них наиболее важны: «Monographia Cimicum» (Копенгаген, 1807); «Monographia Muscidum Suесіae» (Л., 1820—25); «Hemiptera Sueciae» (Л., 1826—29); «Monographia Tenthredimdum Sueciae» (Л., 1829).